# RD-107
De RD-107 (Russisch: РД-107, Ракетный Двигатель-107, Raketnyj Dvigatel-107, Raketmotor-107) is een raketmotor die halverwege de jaren vijftig van de 20e eeuw in Rusland door NPO Energomash ontworpen is. Ze was oorspronkelijk ontwikkeld voor de intercontinentale ballistische R-7-raket. Hieruit kwam eerst de Vostok en later de Sojoez raket familie voort. De RD-107 wordt in aangepaste vorm als RD-107A nog steeds gebruikt voor de vier "strap-on" eerste trap boosters van de Sojoez raket.
De RD-108 is vrijwel gelijk aan de RD-107 maar wordt gebruikt als tweede trapmotor. Net als de RD-107 wordt de RD-108 ook in aangepaste vorm als de RD-108A nog steeds gebruikt als tweede trapmotor, de "core stage" van de Sojoez-raket.

## Technologie
De RD-107 heeft een enkele turbopomp die zowel de vloeibare zuurstof en de kerosine naar de vier verbrandingskamers pompt. De voorverbrander van de turbopomp maakt gebruik van een open verbrandingscyclus. De uitlaatgassen worden gedumpt en worden niet meer gebruikt voor de voortstuwing. De straalbuizen worden gekoeld met behulp van kerosine. De motor zelf maakt geen gebruik van stuwstraalbesturing en is vast gemonteerd. De besturing van de raket wordt gedaan door zogenaamde vernier motoren. Dit zijn kleine straalbuizen die om een punt kunnen roteren. De RD-107 heeft er hiervan twee en de RD-108 vier.

## Geschiedenis
De ontwerper Valentin Gloesjko gebruikte voor de ontwikkeling van de RD-107 technologie van de in de Tweede Wereldoorlog door de Sovjets buitgemaakte V2 raketten. Hij kwam er al snel achter dat deze zijn beperkingen had waardoor hij zelf begon te experimenteren met de vorm en de koeling van de verbrandingskamers. Brander instabiliteit bij grote verbrandingskamers werden vermeden door vier "kleinere" verbrandingskamers (straalbuizen) te gebruiken. Het principe van meerdere verbrandingskamers rond 1 (of meerdere) turbopompen werd later toegepast op onder andere de RD-170 en RD-180 raketmotoren.